# Kleingebiet Szekszárd
Das Kleingebiet Szekszárd (ungarisch Szekszárdi kistérség) war bis Ende 2012 eine ungarische Verwaltungseinheit (LAU 1) innerhalb des Komitats Tolna in Südtransdanubien.
Die Verwaltungsreform Anfang 2013 vollzog sich wie folgt:
- 17 von 26 Ortschaften (59.412 Ew.) gingen in den nachfolgenden Kreis Szekszárd (ungarisch Szekszárdi járás) über.
- 4 Ortschaften (18.210 Einwohner) wurden dem neugeschaffenen Kreis Tolna (ungarisch Tolnai járás) zugeordnet.
- 4 Ortschaften (3.464 Ew.) wurden dem Kreis Bonyhád (ungarisch Bonyhádi járás) zugeordnet.
- die Gemeinde Tengelic (2.296 Ew.) wurde dem Kreis Paks (ungarisch Paksi járás) zugeordnet.

Ende 2012 lebten auf einer Fläche von 1.031,66 km² 83.382 Einwohner. Damit lag das bevölkerungsreichste und größte Kleingebiet mit einer Bevölkerungsdichte von 81 Einwohnern/km²  über dem Komitatsdurchschnitt. In der Stadt Szekszárd selbst lebten durchschnittlich 349 Einwohner auf einem Quadratkilometer.
Der Verwaltungssitz befand sich in der Komitatshauptstadt Szekszárd.

## Gliederung
Das Kleingebiet gliederte sich Ende 2012 in
- eine Stadt mit Komitatsrecht: Szekszárd (33.599 Ew.)
- zwei Städte ohne Komitatsrecht: Tolna (11.172 Ew.) und Bátaszék (6.380 Ew.)
- zwei Großgemeinden (ungarisch nagyközség): Decs (3.843 Ew.) und Fadd (4.199 Ew.)
- sowie folgende 21 Gemeinden (ungarisch község) mit insgesamt 24.189 Einwohnern[2]

### Gemeinden
Folgende 21 Gemeinden gehörten zum Kleingebiet Szekszárd:
| Alsónána  | Alsónyék | Báta    | Bogyiszló | Fácánkert |
| Felsőnána | Harc     | Kéty    | Kistormás | Kölesd    |
| Medina    | Murga    | Őcsény  | Pörböly   | Sárpilis  |
| Sióagárd  | Szálka   | Szedres | Tengelic  | Várdomb   |
| Zomba     |          |         |           |           |